# Winter World University Games 2025/Teilnehmer (Vereinigte Staaten)
| Gelbes Symbol für Goldmedaillen mit stilisierten Olympischen Ringen | Graues Symbol für Silbermedaillen mit stilisierten Olympischen Ringen | Braundes Symbol für Bronzemedaillen mit stilisierten Olympischen Ringen |
| ------------------------------------------------------------------- | --------------------------------------------------------------------- | ----------------------------------------------------------------------- |
| —                                                                   | 1                                                                     | 1                                                                       |

Die Vereinigten Staaten nahmen mit 132	Athleten (66 Männer und 61 Frauen) an den Winter World University Games 2025 in Turin teil.

## Medaillen

### Medaillenspiegel
| Rang   | Sportart         | Gold | Silber | Bronze | Gesamt |
| ------ | ---------------- | ---- | ------ | ------ | ------ |
| 1      | Curling          | —    | 1      | —      | 1      |
| 2      | Freestyle-Skiing | —    | —      | 1      | 1      |
| Gesamt | Gesamt           | 0    | 1      | 1      | 2      |

### Medaillengewinner
| Name/n                                                                      | Sportart         | Wettkampf   |
| --------------------------------------------------------------------------- | ---------------- | ----------- |
| Silber                                                                      |                  |             |
| Caden Hebert Jackson Bestland Jack Wendtland Jack Armstrong Connor Kauffman | Curling          | Männer      |
| Bronze                                                                      |                  |             |
| Jackson Crockett                                                            | Freestyle-Skiing | Dual Moguls |

## Teilnehmer nach Sportarten

### Biathlon
| Athleten                | Wettbewerbe          | Zeit        | Fehler        | Rang |
| ----------------------- | -------------------- | ----------- | ------------- | ---- |
| Frauen                  |                      |             |               |      |
| Kaisa Bosek             | 7,5 km Sprint        | 27:31,5 min | 3 (3+0)       | 39   |
| Kaisa Bosek             | 10 km Verfolgung     | LAP         | LAP           | LAP  |
| Kaisa Bosek             | 12,5 km Einzel       | 49:12,7 min | 7 (2+1+3+1)   | 40   |
| Hannah Chipman          | 7,5 km Sprint        | 28:12,8 min | 5 (3+2)       | 40   |
| Hannah Chipman          | 10 km Verfolgung     | LAP         | LAP           | LAP  |
| Hannah Chipman          | 12,5 km Einzel       | 46:37,0 min | 6 (0+1+4+1)   | 35   |
| Audrey Lahammer         | 7,5 km Sprint        | 28:44,0 min | 4 (1+3)       | 44   |
| Audrey Lahammer         | 10 km Verfolgung     | LAP         | LAP           | LAP  |
| Audrey Lahammer         | 12,5 km Einzel       | 49:38,6 min | 7 (2+3+0+2)   | 41   |
| Maeve Lindsay           | 7,5 km Sprint        | 31:25,0 min | 7 (5+2)       | 49   |
| Maeve Lindsay           | 10 km Verfolgung     | LAP         | LAP           | LAP  |
| Maeve Lindsay           | 12,5 km Einzel       | 51:09,7 min | 8 (2+2+1+3)   | 46   |
| Bridget Reusch          | 7,5 km Sprint        | 29:45,1 min | 6 (1+5)       | 45   |
| Bridget Reusch          | 10 km Verfolgung     | LAP         | LAP           | LAP  |
| Bridget Reusch          | 12,5 km Einzel       | 50:58,2 min | 9 (2+3+1+3)   | 45   |
| Dolcie Tanguay          | 7,5 km Sprint        | 27:13,6 min | 4 (1+3)       | 4    |
| Dolcie Tanguay          | 10 km Verfolgung     | 48:04,3 min | 6 (2+0+2+2)   | 34   |
| Dolcie Tanguay          | 12,5 km Massenstart  | 47:41,0 min | 4 (0+1+1+2)   | 23   |
| Dolcie Tanguay          | 12,5 km Einzel       | 44:25,8 min | 4 (0+1+2+1)   | 27   |
| Männer                  |                      |             |               |      |
| Ian Burgess             | 10 km Sprint         | 29:03,7 min | 4 (3+1)       | 38   |
| Ian Burgess             | 12,5 km Verfolgung   | LAP         | LAP           | LAP  |
| Ian Burgess             | 15 km Massenstart    | 52:41,6 min | 7 (0+1+2+4)   | 26   |
| Ian Burgess             | 15 km Einzel         | 48:53,5 min | 4 (0+3+0+1)   | 38   |
| Ryan Houseman           | 10 km Sprint         | 30:54,8 min | 3 (0+3)       | 44   |
| Ryan Houseman           | 12,5 km Verfolgung   | LAP         | LAP           | LAP  |
| Ryan Houseman           | 15 km Einzel         | 53:25,2 min | 8 (4+0+2+2)   | 45   |
| Diego Schillaci         | 10 km Sprint         | 28:52,5 min | 4 (3+1)       | 37   |
| Diego Schillaci         | 12,5 km Verfolgung   | LAP         | LAP           | LAP  |
| Diego Schillaci         | 15 km Einzel         | 52:01,0 min | 11 (1+4+4+2)  | 43   |
| Ben Sites               | 10 km Sprint         | 29:04,3 min | 6 (5+1)       | 39   |
| Ben Sites               | 12,5 km Verfolgung   | LAP         | LAP           | LAP  |
| Ben Sites               | 15 km Einzel         | 51:14,7 min | 10 (3+1+3+3)  | 41   |
| Mixed                   |                      |             |               |      |
| Kaisa Bosek Ian Burgess | Single-Mixed-Staffel | LAP         | 0+6 (0+4 0+2) | 16   |

### Curling
| Wettbewerb   | Frauen | Männer | Mixed-Doppel                                                                                  |
| ------------ | --- | --- | --------------------------------------------------------------------------------------------- |
| Athleten     | Andie McDonald Teagan Thurston Abby Lin Riley Samarzja Addison Neill                                             | Caden Hebert Jackson Bestland Jack Wendtland Jack Armstrong Connor Kauffman                                         | Sara Olson Coleman Thurston                                                                   |
| Gruppenphase | China 6:5 Norwegen 1:8 Japan 5:6 Kanada 4:8 Schweden 3:12 Großbritannien 4:8 Südkorea 4:6 Polen 8:7 Italien 5:10 | Norwegen 4:3 Schweiz 6:2 Schweden 10:4 China 7:5 Italien 6:5 Kanada 7:4 Ukraine 6:4 Südkorea 6:3 Großbritannien 7:4 | Großbritannien 6:7 Kanada 6:7 Italien 6:9 Schweiz 8:9 Deutschland 3:8 Norwegen 10:5 Japan 3:7 |
| Halbfinale   | ausgeschieden | Kanada 8:4 | ausgeschieden                                                                                 |
| Finale       | ausgeschieden | Norwegen 4:8 | ausgeschieden                                                                                 |
| Rang         | 9 | Silber | 7                                                                                             |

### Eishockey
| Wettbewerb               | Männer | Frauen |
| ------------------------ | --- | --- |
| Athleten                 | Douglas Wakelyn Konrad Kausch Cooper Olson David Dell Jack Thomas Drake Nabozny Dillon Kuntz Christian Kadolph Lazarus Kaebel Carter Hobbs Noah Holt Sebastian Smith Jacob Kalandyk Maxwell Wagener Michael Debrito Riley Ruh Hunter Schmitz Ryan Finch Jay Buchholz Dylan Gajewski Justin Hughes Andrew Remer Hunter Bulger | Rieley Jessie-Gerelli Quinn Eatinger Sandrine Ponnath Elle McKenna Zoe Dupuis Gianna Miranda Keegan Gustafson Amy Palaian Paige Ackerman Raya Vandenbussche Sydney Paulsen Abigail Jeffers Kylie Brown Julia Lindahl Allison Greene Kelsey Swanson Halle Hansen Lucy Hanson Lula Swanson Makenzie Villiard Haley Battles Brielle Fussy Emily Maliszewski |
| Gruppenphase             | Polen 6:2 Japan 5:1 Slowakei 5:6 n, P, Ukraine 5:1 | Tschechien 6:3 Kasachstan 5:0 Japan 0:5 |
| Viertelfinale            | Südkorea 12:3 | — |
| Halbfinale               | Kanada 2:10 | ausgeschieden |
| Halbfinale Platz 5 bis 8 | — | Großbritannien 14:0 |
| Spiel um Platz 5         | — | Kasachstan 8:2 |
| Spiel um Platz 3         | Ukraine 5:3 | ausgeschieden |
| Rang                     | 4 | 5 |

### Freestyle-Skiing
| Athleten         | Wettbewerbe | Qualifikation | Qualifikation | Finale        | Finale        | Rang |
| Athleten         | Wettbewerbe | Punkte        | Rang          | Punkte        | Rang          | Rang |
| ---------------- | ----------- | ------------- | ------------- | ------------- | ------------- | ---- |
| Frauen           |             |               |               |               |               |      |
| Aimee Johnston   | Slopestyle  | 13,75         | 14            | ausgeschieden | ausgeschieden | 14   |
| Lanie Pidwell    | Slopestyle  | 22,00         | 12            | ausgeschieden | ausgeschieden | 12   |
| Mea Shelton      | Slopestyle  | 19,50         | 13            | ausgeschieden | ausgeschieden | 13   |
| Männer           |             |               |               |               |               |      |
| Rory Beals       | Slopestyle  | 12,25         | 16            | ausgeschieden | ausgeschieden | 16   |
| Benjamin Colbeck | Slopestyle  | 36,00         | 13            | ausgeschieden | ausgeschieden | 13   |
| Jacob Hardy      | Slopestyle  | 11,00         | 18            | ausgeschieden | ausgeschieden | 18   |
| Benjamin Johnson | Slopestyle  | 12,75         | 17            | ausgeschieden | ausgeschieden | 17   |

| Athleten         | Wettbewerbe | Qualifikation | Qualifikation | Finale        | Finale        | Finale        | Finale        | Rang |
| Athleten         | Wettbewerbe | Qualifikation | Qualifikation | Runde 1       | Runde 1       | Runde 2       | Runde 2       | Rang |
| Athleten         | Wettbewerbe | Punkte        | Rang          | Punkte        | Rang          | Punkte        | Rang          | Rang |
| ---------------- | ----------- | ------------- | ------------- | ------------- | ------------- | ------------- | ------------- | ---- |
| Frauen           |             |               |               |               |               |               |               |      |
| August Davis     | Moguls      | 62,15         | 13            | ausgeschieden | ausgeschieden | ausgeschieden | ausgeschieden | 13   |
| Zoe Dwinell      | Moguls      | 64,85         | 9             | 68,12         | 9             | ausgeschieden | ausgeschieden | 9    |
| Skylar Slettene  | Moguls      | 62,10         | 14            | ausgeschieden | ausgeschieden | ausgeschieden | ausgeschieden | 14   |
| Sami Worthington | Moguls      | 51,28         | 16            | ausgeschieden | ausgeschieden | ausgeschieden | ausgeschieden | 16   |
| Männer           |             |               |               |               |               |               |               |      |
| Stephen Boone    | Moguls      | 67,44         | 14            | 65,14         | 12            | ausgeschieden | ausgeschieden | 12   |
| Jackson Crockett | Moguls      | 72,76         | 7             | 72,82         | 7             | ausgeschieden | ausgeschieden | 7    |
| Trae Damore      | Moguls      | 59,61         | 20            | ausgeschieden | ausgeschieden | ausgeschieden | ausgeschieden | 20   |
| Jacob Spalter    | Moguls      | 56,99         | 21            | ausgeschieden | ausgeschieden | ausgeschieden | ausgeschieden | 21   |

| Athleten         | Wettbewerbe | Vorlauf    | Vorlauf  | Gruppenphase  | Gruppenphase  | Halbfinale    | Halbfinale    | Finale                  | Finale        | Rang   |
| Athleten         | Wettbewerbe | Gegner     | Ergebnis | Punkte        | Rang          | Gegner        | Ergebnis      | Gegner                  | Ergebnis      | Rang   |
| ---------------- | ----------- | ---------- | -------- | ------------- | ------------- | ------------- | ------------- | ----------------------- | ------------- | ------ |
| Frauen           |             |            |          |               |               |               |               |                         |               |        |
| August Davis     | Dual Moguls | —          | —        | 6             | 3             | ausgeschieden | ausgeschieden | ausgeschieden           | ausgeschieden | =11    |
| Zoe Dwinell      | Dual Moguls | —          | —        | 7             | 3             | ausgeschieden | ausgeschieden | ausgeschieden           | ausgeschieden | =9     |
| Skylar Slettene  | Dual Moguls | —          | —        | 6             | 3             | ausgeschieden | ausgeschieden | ausgeschieden           | ausgeschieden | =11    |
| Sami Worthington | Dual Moguls | —          | —        | 8             | 2             | ausgeschieden | ausgeschieden | ausgeschieden           | ausgeschieden | =5     |
| Männer           |             |            |          |               |               |               |               |                         |               |        |
| Stephen Boone    | Dual Moguls | Freilos    | Freilos  | 9             | 4             | Crockett      | 13:12         | Kawaoka                 | 10:15         | =13    |
| Jackson Crockett | Dual Moguls | Freilos    | Freilos  | 11            | 1             | Bondarew      | 12:13         | Kleines Finale: Bugakow | 15:10         | Bronze |
| Trae Damore      | Dual Moguls | Baek       | 8:17     | ausgeschieden | ausgeschieden | ausgeschieden | ausgeschieden | ausgeschieden           | ausgeschieden | =13    |
| Jacob Spalter    | Dual Moguls | Jemeljanow | 10:15    | ausgeschieden | ausgeschieden | ausgeschieden | ausgeschieden | ausgeschieden           | ausgeschieden | =10    |

| Athleten         | Wettbewerbe | Platzierungsrunde | Platzierungsrunde | Qualifikation | Vorläufe      | Vorläufe      | Halbfinale    | Finale        | Rang |
| Athleten         | Wettbewerbe | Zeit              | Rang              | Rang          | Punkte        | Rang          | Rang          | Rang          | Rang |
| ---------------- | ----------- | ----------------- | ----------------- | ------------- | ------------- | ------------- | ------------- | ------------- | ---- |
| Frauen           |             |                   |                   |               |               |               |               |               |      |
| Aimee Johnston   | Skicross    | 45,33 s           | 11                | —             | 11            | 11            | ausgeschieden | ausgeschieden | 11   |
| Gillian Maynard  | Skicross    | 45,27 s           | 10                | —             | 12            | 9             | ausgeschieden | ausgeschieden | 9    |
| Caren Ensing     | Skicross    | DNS               | DNS               | DNS           | DNS           | DNS           | DNS           | DNS           | DNS  |
| Lanie Pidwell    | Skicross    | 46,80 s           | 12                | —             | 12            | 10            | ausgeschieden | ausgeschieden | 10   |
| Männer           |             |                   |                   |               |               |               |               |               |      |
| Jack Mitchell    | Skicross    | 34,60 s           | 12                | –             | 20            | 1             | 1             | 4             | 4    |
| William Sedo     | Skicross    | 38,45 s           | 18                | 3             | ausgeschieden | ausgeschieden | ausgeschieden | ausgeschieden | 18   |
| Benjamin Colbeck | Skicross    | 38,40 s           | 17                | 2             | ausgeschieden | ausgeschieden | ausgeschieden | ausgeschieden | 17   |
| Jacob Hardy      | Skicross    | 41,40 s           | 19                | 4             | ausgeschieden | ausgeschieden | ausgeschieden | ausgeschieden | 19   |

### Shorttrack
| Athleten                                                                            | Wettbewerbe    | Qualifikation | Qualifikation | Vorlauf       | Vorlauf       | Viertelfinale | Viertelfinale | Halbfinale    | Halbfinale    | Finale                 | Finale        | Rang |
| Athleten                                                                            | Wettbewerbe    | Zeit          | Rang          | Zeit          | Rang          | Zeit          | Rang          | Zeit          | Rang          | Zeit                   | Rang          | Rang |
| ----------------------------------------------------------------------------------- | -------------- | ------------- | ------------- | ------------- | ------------- | ------------- | ------------- | ------------- | ------------- | ---------------------- | ------------- | ---- |
| Frauen                                                                              |                |               |               |               |               |               |               |               |               |                        |               |      |
| Samantha Scheffler                                                                  | 500 m          | —             | —             | 47,549 s      | 4             | ausgeschieden | ausgeschieden | ausgeschieden | ausgeschieden | ausgeschieden          | ausgeschieden | 31   |
| Samantha Scheffler                                                                  | 1000 m         | —             | —             | 1:39,746 min  | 4             | ausgeschieden | ausgeschieden | ausgeschieden | ausgeschieden | ausgeschieden          | ausgeschieden | 31   |
| Samantha Scheffler                                                                  | 1500 m         | —             | —             | —             | —             | 2:39,400 min  | 4             | 2:39,834 min  | 7             | ausgeschieden          | ausgeschieden | 20   |
| Izabella Zakatsiolo                                                                 | 500 m          | —             | —             | 48,104        | 4             | ausgeschieden | ausgeschieden | ausgeschieden | ausgeschieden | ausgeschieden          | ausgeschieden | 32   |
| Izabella Zakatsiolo                                                                 | 1000 m         | —             | —             | 1:36,195 min  | 4             | ausgeschieden | ausgeschieden | ausgeschieden | ausgeschieden | ausgeschieden          | ausgeschieden | 28   |
| Izabella Zakatsiolo                                                                 | 1500 m         | —             | —             | —             | —             | 2:35,214 min  | 6             | ausgeschieden | ausgeschieden | ausgeschieden          | ausgeschieden | 30   |
| Männer                                                                              |                |               |               |               |               |               |               |               |               |                        |               |      |
| Gabriel Hasselback                                                                  | 500 m          | 44,740 s      | 4             | ausgeschieden | ausgeschieden | ausgeschieden | ausgeschieden | ausgeschieden | ausgeschieden | ausgeschieden          | ausgeschieden | 35   |
| Aaron Liu                                                                           | 1000 m         | 1:31,474 min  | 3             | 1:33,482 min  | 5             | ausgeschieden | ausgeschieden | ausgeschieden | ausgeschieden | ausgeschieden          | ausgeschieden | 27   |
| Aaron Liu                                                                           | 1500 m         | —             | —             | —             | —             | 2:26,339 min  | 5             | ausgeschieden | ausgeschieden | ausgeschieden          | ausgeschieden | 33   |
| Ryan Shane                                                                          | 500 m          | 42,640 s      | 2             | ausgeschieden | ausgeschieden | ausgeschieden | ausgeschieden | ausgeschieden | ausgeschieden | ausgeschieden          | ausgeschieden | 23   |
| Ryan Shane                                                                          | 1000 m         | 1:33,781 min  | 2             | 1:34,812 min  | 4             | ausgeschieden | ausgeschieden | ausgeschieden | ausgeschieden | ausgeschieden          | ausgeschieden | 21   |
| Noah Troppe                                                                         | 1000 m         | PEN           | PEN           | ausgeschieden | ausgeschieden | ausgeschieden | ausgeschieden | ausgeschieden | ausgeschieden | ausgeschieden          | ausgeschieden | 46   |
| Noah Troppe                                                                         | 1500 m         | —             | —             | —             | —             | 2:22,604 min  | 3             | 2:22,911 min  | 5             | ausgeschieden          | ausgeschieden | 16   |
| Shawn Kim                                                                           | 500 m          | 44,432 s      | 4             | ausgeschieden | ausgeschieden | ausgeschieden | ausgeschieden | ausgeschieden | ausgeschieden | ausgeschieden          | ausgeschieden | 33   |
| Shawn Kim                                                                           | 1500 m         | —             | —             | —             | —             | 2:28,082 min  | 4             | ausgeschieden | ausgeschieden | ausgeschieden          | ausgeschieden | 27   |
| Noah Troppe Shawn Kim Aaron Liu Ryan Shane (Halbfinale) Gabriel Hasselback (Finale) | 5000 m Staffel | —             | —             | —             | —             | —             | —             | 7:16,435 min  | 4             | B-Finale: 7:42,095 min | 2             | 6    |
| Mixed                                                                               |                |               |               |               |               |               |               |               |               |                        |               |      |
| Samantha Scheffler Izabella Zakatsiolo Noah Troppe Ryan Shane                       | 2000 m Staffel | —             | —             | —             | —             | 2:59,308 min  | 3             | ausgeschieden | ausgeschieden | ausgeschieden          | ausgeschieden | 9    |

### Ski Alpin
| Athleten            | Wettbewerbe  | 1. Lauf     | 1. Lauf | 2. Lauf     | 2. Lauf | Gesamt      | Gesamt |
| Athleten            | Wettbewerbe  | Zeit        | Rang    | Zeit        | Rang    | Zeit        | Rang   |
| ------------------- | ------------ | ----------- | ------- | ----------- | ------- | ----------- | ------ |
| Frauen              |              |             |         |             |         |             |        |
| Emma Lenoël Quang   | Riesenslalom | 1:09,62 min | 48      | DNF         | DNF     | DNF         | DNF    |
| Emma Lenoël Quang   | Slalom       | 42,77 s     | 36      | 42,43 s     | 37      | 1:25,20 min | 34     |
| Georgianna Sullivan | Riesenslalom | 1:08,13 min | 40      | 1:07,65 min | 37      | 2:15,78 min | 37     |
| Georgianna Sullivan | Slalom       | 43,76 s     | 41      | 41,78 s     | 33      | 1:25,54 min | 37     |
| Männer              |              |             |         |             |         |             |        |
| Jack Bowers         | Slalom       | 43,83 s     | 35      | 42,54 s     | 30      | 1:26,37 min | 28     |
| Nicholas Kirwood    | Riesenslalom | 1:02,77 min | 25      | 1:03,83 min | 23      | 2:06,60 min | 25     |
| Nicholas Kirwood    | Slalom       | 43,70 s     | 32      | 40,98 s     | 22      | 1:24,68 min | 25     |
| Jack Reich          | Riesenslalom | 1:03,26 min | 34      | 1:03,90 min | 26      | 2:07,16 min | 30     |
| Jack Reich          | Slalom       | 43,29 s     | 31      | DNF         | DNF     | DNF         | DNF    |

| Athleten                                                     | Wettbewerbe | Achtelfinale | Achtelfinale | Viertelfinale | Viertelfinale | Halbfinale    | Halbfinale    | Finale        | Finale        | Rang |
| Athleten                                                     | Wettbewerbe | Gegner       | Punkte       | Gegner        | Punkte        | Gegner        | Punkte        | Gegner        | Punkte        | Rang |
| ------------------------------------------------------------ | ----------- | ------------ | ------------ | ------------- | ------------- | ------------- | ------------- | ------------- | ------------- | ---- |
| Mixed                                                        |             |              |              |               |               |               |               |               |               |      |
| Georgianna Sullivan Jack Reich Emma Lenoël Quang Jack Bowers | Mannschaft  | Polen        | 0:4          | ausgeschieden | ausgeschieden | ausgeschieden | ausgeschieden | ausgeschieden | ausgeschieden | 9    |

### Skibergsteigen
| Athleten                         | Wettbewerbe   | Qualifikation | Qualifikation | Vorlauf     | Vorlauf | Halbfinale    | Halbfinale    | Finale        | Finale        | Rang |
| Athleten                         | Wettbewerbe   | Zeit          | Rang          | Zeit        | Rang    | Zeit          | Rang          | Zeit          | Rang          | Rang |
| -------------------------------- | ------------- | ------------- | ------------- | ----------- | ------- | ------------- | ------------- | ------------- | ------------- | ---- |
| Frauen                           |               |               |               |             |         |               |               |               |               |      |
| Karina Andersen                  | Sprint        | 6:56,08 min   | 16            | 6:52,52 min | 6       | ausgeschieden | ausgeschieden | ausgeschieden | ausgeschieden | 16   |
| Karina Andersen                  | Vertical Race | —             | —             | —           | —       | —             | —             | 19:04,4 min   | 12            | 12   |
| Samantha Paisley                 | Sprint        | 6:18,78 min   | 14            | 6:04,25 min | 5       | ausgeschieden | ausgeschieden | ausgeschieden | ausgeschieden | 14   |
| Samantha Paisley                 | Vertical Race | —             | —             | —           | —       | —             | —             | 21:23,9 min   | 16            | 16   |
| Männer                           |               |               |               |             |         |               |               |               |               |      |
| Samuel Johnson                   | Sprint        | 4:57,96 min   | 26            | 5:21,97 min | 6       | ausgeschieden | ausgeschieden | ausgeschieden | ausgeschieden | 28   |
| Samuel Johnson                   | Vertical Race | —             | —             | —           | —       | —             | —             | 16:52,0 min   | 23            | 23   |
| Joshua Kaelberer                 | Sprint        | 4:52,26 min   | 23            | 5:11,87 min | 5       | ausgeschieden | ausgeschieden | ausgeschieden | ausgeschieden | 25   |
| Joshua Kaelberer                 | Vertical Race | —             | —             | —           | —       | —             | —             | 15:55,1 min   | 20            | 20   |
| Tiernan Pittz                    | Sprint        | 5:03,57 min   | 27            | 5:07,54 min | 6       | ausgeschieden | ausgeschieden | ausgeschieden | ausgeschieden | 26   |
| Tiernan Pittz                    | Vertical Race | —             | —             | —           | —       | —             | —             | 16:22,8 min   | 21            | 21   |
| Nicholas Rocco                   | Sprint        | 4:40,57 min   | 16            | 4:43,77 min | 4       | ausgeschieden | ausgeschieden | ausgeschieden | ausgeschieden | 19   |
| Nicholas Rocco                   | Vertical Race | —             | —             | —           | —       | —             | —             | 16:30,3 min   | 22            | 22   |
| Jeremiah Vaille                  | Sprint        | 4:43,25 min   | 20            | 4:32,98 min | 3       | ausgeschieden | ausgeschieden | ausgeschieden | ausgeschieden | 15   |
| Jeremiah Vaille                  | Vertical Race | —             | —             | —           | —       | —             | —             | 13:51,6 min   | 4             | 4    |
| Mixed                            |               |               |               |             |         |               |               |               |               |      |
| Samantha Paisley Jeremiah Vaille | Staffel       | —             | —             | —           | —       | 24:47,89 min  | 1             | 51:29,44 min  | 8             | 8    |
| Karina Andersen Nicholas Rocco   | Staffel       | —             | —             | —           | —       | 26:46,65 min  | 10            | 56:02,05 min  | 12            | 12   |

### Skilanglauf
| Athleten                                                          | Wettbewerbe                   | Zeit        | Rang |
| ----------------------------------------------------------------- | ----------------------------- | ----------- | ---- |
| Frauen                                                            |                               |             |      |
| Ayla Bodach-Turner                                                | 10 km Freistil                | 33:59,6 min | 59   |
| Jessie Church                                                     | 10 km Freistil                | 35:50,3 min | 63   |
| Lily Hubanks                                                      | 10 km Freistil                | 30:58,1 min | 33   |
| Lily Hubanks                                                      | 20 km Massenstart klassisch   | 1:12:36,1 h | 17   |
| Amaeli Kam-Magruder                                               | 10 km Freistil                | 30:32,7 min | 27   |
| Amaeli Kam-Magruder                                               | 20 km Massenstart klassisch   | 1:18:22,4 h | 23   |
| Macayla Scheidt                                                   | 10 km Freistil                | 36:35,0 min | 66   |
| Macayla Scheidt                                                   | 20 km Massenstart klassisch   | 1:28:14,8 h | 31   |
| Samantha Veauthier                                                | 10 km Freistil                | 33:56,7 min | 58   |
| Amaeli Kam-Magruder Jessie Church Ayla Bodach-Turner Lily Hubanks | 4 × 7,5 km klassisch/Freistil | 1:29:49,4 h | 10   |
| Männer                                                            |                               |             |      |
| Tyler Hippchen                                                    | 10 km Freistil                | 28:45,6 min | 86   |
| Tyler Hippchen                                                    | 20 km Massenstart klassisch   | DNF         | DNF  |
| Philip Matthews                                                   | 10 km Freistil                | 29:12,4 min | 90   |
| Philip Matthews                                                   | 20 km Massenstart klassisch   | 1:03:58,7 h | 43   |
| Aidan Ripp                                                        | 10 km Freistil                | 25:41,4 min | 34   |
| Aidan Ripp                                                        | 20 km Massenstart klassisch   | DNS         | DNS  |
| Conner Roberts                                                    | 10 km Freistil                | 26:49,3 min | 58   |
| Conner Roberts                                                    | 20 km Massenstart klassisch   | 1:04:38,9 h | 49   |
| Kaj Taylor                                                        | 10 km Freistil                | 27:09,4 min | 63   |
| Kaj Taylor                                                        | 20 km Massenstart klassisch   | 1:04:14,2 h | 45   |
| Graydon Walker                                                    | 10 km Freistil                | 27:53,8 min | 77   |
| Graydon Walker                                                    | 20 km Massenstart klassisch   | DNS         | DNS  |
| Aidan Ripp Kaj Taylor Graydon Walker Conner Roberts               | 4 × 7,5 km klassisch/Freistil | 1:16:41,8 h | 11   |

| Athleten                            | Wettbewerbe         | Qualifikation | Qualifikation | Viertelfinale | Viertelfinale | Halbfinale    | Halbfinale    | Finale        | Finale        | Rang |
| Athleten                            | Wettbewerbe         | Zeit          | Rang          | Zeit          | Rang          | Zeit          | Rang          | Zeit          | Rang          | Rang |
| ----------------------------------- | ------------------- | ------------- | ------------- | ------------- | ------------- | ------------- | ------------- | ------------- | ------------- | ---- |
| Frauen                              |                     |               |               |               |               |               |               |               |               |      |
| Ayla Bodach-Turner                  | Sprint klassisch    | 4:19,94 min   | 59            | ausgeschieden | ausgeschieden | ausgeschieden | ausgeschieden | ausgeschieden | ausgeschieden | 59   |
| Jessie Church                       | Sprint klassisch    | 4:18,87 min   | 58            | ausgeschieden | ausgeschieden | ausgeschieden | ausgeschieden | ausgeschieden | ausgeschieden | 58   |
| Lily Hubanks                        | Sprint klassisch    | 4:08,92 min   | 51            | ausgeschieden | ausgeschieden | ausgeschieden | ausgeschieden | ausgeschieden | ausgeschieden | 51   |
| Amaeli Kam-Magruder                 | Sprint klassisch    | 3:59,52 min   | 40            | ausgeschieden | ausgeschieden | ausgeschieden | ausgeschieden | ausgeschieden | ausgeschieden | 40   |
| Macayla Scheidt                     | Sprint klassisch    | 4:40,46 min   | 67            | ausgeschieden | ausgeschieden | ausgeschieden | ausgeschieden | ausgeschieden | ausgeschieden | 67   |
| Samantha Veauthier                  | Sprint klassisch    | 4:32,43 min   | 64            | ausgeschieden | ausgeschieden | ausgeschieden | ausgeschieden | ausgeschieden | ausgeschieden | 64   |
| Männer                              |                     |               |               |               |               |               |               |               |               |      |
| Tyler Hippchen                      | Sprint klassisch    | 3:40,32 min   | 86            | ausgeschieden | ausgeschieden | ausgeschieden | ausgeschieden | ausgeschieden | ausgeschieden | 86   |
| Philip Matthews                     | Sprint klassisch    | 3:26,09 min   | 69            | ausgeschieden | ausgeschieden | ausgeschieden | ausgeschieden | ausgeschieden | ausgeschieden | 69   |
| Aidan Ripp                          | Sprint klassisch    | 3:15,90 min   | 50            | ausgeschieden | ausgeschieden | ausgeschieden | ausgeschieden | ausgeschieden | ausgeschieden | 50   |
| Conner Roberts                      | Sprint klassisch    | 3:25,43 min   | 68            | ausgeschieden | ausgeschieden | ausgeschieden | ausgeschieden | ausgeschieden | ausgeschieden | 68   |
| Kaj Taylor                          | Sprint klassisch    | 3:31,23 min   | 77            | ausgeschieden | ausgeschieden | ausgeschieden | ausgeschieden | ausgeschieden | ausgeschieden | 77   |
| Graydon Walker                      | Sprint klassisch    | 3:37,90 min   | 83            | ausgeschieden | ausgeschieden | ausgeschieden | ausgeschieden | ausgeschieden | ausgeschieden | 83   |
| Mixed                               |                     |               |               |               |               |               |               |               |               |      |
| Amaeli Kam-Magruder Philip Matthews | Teamsprint Freistil | 8:00,45 min   | 30            | —             | —             | —             | —             | ausgeschieden | ausgeschieden | 30   |
| Jessie Church Tyler Hippchen        | Teamsprint Freistil | 8:28,36 min   | 31            | —             | —             | —             | —             | ausgeschieden | ausgeschieden | 31   |

### Snowboard
| Athleten    | Wettbewerbe | Qualifikation | Qualifikation | Finale | Finale | Rang |
| Athleten    | Wettbewerbe | Punkte        | Rang          | Punkte | Rang   | Rang |
| ----------- | ----------- | ------------- | ------------- | ------ | ------ | ---- |
| Frauen      |             |               |               |        |        |      |
| Cayman Chen | Slopestyle  | 17,50         | 4             | 37,00  | 4      | 4    |
| Ella Thunen | Slopestyle  | 6,75          | 5             | 20,75  | 5      | 5    |

| Athleten         | Wettbewerbe           | Qualifikation | Qualifikation | Achtelfinale  | Achtelfinale  | Viertelfinale | Viertelfinale | Halbfinale    | Halbfinale    | Finale/Platz 3 | Finale/Platz 3 | Rang |
| Athleten         | Wettbewerbe           | Zeit          | Rang          | Gegner        | Zeit          | Gegner        | Zeit          | Gegner        | Zeit          | Gegner         | Zeit           | Rang |
| ---------------- | --------------------- | ------------- | ------------- | ------------- | ------------- | ------------- | ------------- | ------------- | ------------- | -------------- | -------------- | ---- |
| Frauen           |                       |               |               |               |               |               |               |               |               |                |                |      |
| Cayman Chen      | Parallel-Riesenslalom | 1:42,21 min   | 23            | ausgeschieden | ausgeschieden | ausgeschieden | ausgeschieden | ausgeschieden | ausgeschieden | ausgeschieden  | ausgeschieden  | 23   |
| Madison Czuday   | Parallel-Riesenslalom | 1:34,00 min   | 18            | ausgeschieden | ausgeschieden | ausgeschieden | ausgeschieden | ausgeschieden | ausgeschieden | ausgeschieden  | ausgeschieden  | 18   |
| Madison Czuday   | Parallel-Slalom       | DSQ           | 21            | ausgeschieden | ausgeschieden | ausgeschieden | ausgeschieden | ausgeschieden | ausgeschieden | ausgeschieden  | ausgeschieden  | 21   |
| Cecelia Jones    | Parallel-Riesenslalom | 1:25,74 min   | 15            | Fava          | +5,99 s       | ausgeschieden | ausgeschieden | ausgeschieden | ausgeschieden | ausgeschieden  | ausgeschieden  | 15   |
| Cecelia Jones    | Parallel-Slalom       | 1:29,14 min   | 13            | Kainz         | +6,61 s       | ausgeschieden | ausgeschieden | ausgeschieden | ausgeschieden | ausgeschieden  | ausgeschieden  | 13   |
| Mika Kizuka      | Parallel-Riesenslalom | 1:23,91 min   | 13            | Ankele        | +4,57 s       | ausgeschieden | ausgeschieden | ausgeschieden | ausgeschieden | ausgeschieden  | ausgeschieden  | 13   |
| Mika Kizuka      | Parallel-Slalom       | 1:36,67 min   | 14            | Fava          | +3,87 s       | ausgeschieden | ausgeschieden | ausgeschieden | ausgeschieden | ausgeschieden  | ausgeschieden  | 14   |
| Männer           |                       |               |               |               |               |               |               |               |               |                |                |      |
| Hunter Bernard   | Parallel-Riesenslalom | 1:15,57 min   | 20            | ausgeschieden | ausgeschieden | ausgeschieden | ausgeschieden | ausgeschieden | ausgeschieden | ausgeschieden  | ausgeschieden  | 20   |
| Hunter Bernard   | Parallel-Slalom       | 1:23,80 min   | 22            | ausgeschieden | ausgeschieden | ausgeschieden | ausgeschieden | ausgeschieden | ausgeschieden | ausgeschieden  | ausgeschieden  | 22   |
| William Massie   | Parallel-Riesenslalom | 1:22,91 min   | 29            | ausgeschieden | ausgeschieden | ausgeschieden | ausgeschieden | ausgeschieden | ausgeschieden | ausgeschieden  | ausgeschieden  | 29   |
| William Massie   | Parallel-Slalom       | 1:24,40 min   | 24            | ausgeschieden | ausgeschieden | ausgeschieden | ausgeschieden | ausgeschieden | ausgeschieden | ausgeschieden  | ausgeschieden  | 24   |
| Steven Pisano    | Parallel-Riesenslalom | 1:32,22 min   | 35            | ausgeschieden | ausgeschieden | ausgeschieden | ausgeschieden | ausgeschieden | ausgeschieden | ausgeschieden  | ausgeschieden  | 35   |
| Steven Pisano    | Parallel-Slalom       | 1:55,14 min   | 33            | ausgeschieden | ausgeschieden | ausgeschieden | ausgeschieden | ausgeschieden | ausgeschieden | ausgeschieden  | ausgeschieden  | 33   |
| Ahanu Youngblood | Parallel-Riesenslalom | 1:44,82 min   | 39            | ausgeschieden | ausgeschieden | ausgeschieden | ausgeschieden | ausgeschieden | ausgeschieden | ausgeschieden  | ausgeschieden  | 39   |
| Ahanu Youngblood | Parallel-Slalom       | 1:53,61 min   | 32            | ausgeschieden | ausgeschieden | ausgeschieden | ausgeschieden | ausgeschieden | ausgeschieden | ausgeschieden  | ausgeschieden  | 32   |

| Athleten    | Wettbewerbe    | Platzierungsrunde | Platzierungsrunde | Vorläufe | Vorläufe | Halbfinale    | Finale        | Rang |
| Athleten    | Wettbewerbe    | Zeit              | Rang              | Punkte   | Rang     | Rang          | Rang          | Rang |
| ----------- | -------------- | ----------------- | ----------------- | -------- | -------- | ------------- | ------------- | ---- |
| Frauen      |                |                   |                   |          |          |               |               |      |
| Cayman Chen | Snowboardcross | 49,30 s           | 12                | 8        | 13       | ausgeschieden | ausgeschieden | 13   |
| Ella Thunen | Snowboardcross | 1:07,68 min       | 14                | 7        | 14       | ausgeschieden | ausgeschieden | 14   |